# Sergiusz (Tichomirow)
Sergiusz, imię świeckie Gieorgij Aleksejewicz Tichomirow, ros. Георгий Алексеевич Тихомиров (ur. 4 czerwca?/16 czerwca 1871 lub 1863 w Guzi, zm. 10 sierpnia 1945 w Tokio) – biskup Rosyjskiego Kościoła Prawosławnego, kierownik misji w Japonii po św. Mikołaju Japońskim, następnie zwierzchnik autonomicznego Japońskiego Kościoła Prawosławnego.

## Wczesna działalność
Urodził się w rodzinie kapłana prawosławnego. W 1896 ukończył Akademię Duchowną w Petersburgu. Jeszcze jako jej student złożył w 1895 śluby zakonne. Po ukończeniu studiów został wykładowcą na tej samej uczelni i jej prefektem w 1899, otrzymując równocześnie godność archimandryty. Specjalizował się w historii Kościołów prawosławnych. W 1905 został mianowany biskupem jamburskim, wikariuszem eparchii petersburskiej.

## Misjonarz w Japonii
W 1908 został skierowany do Japonii, gdzie w przyszłości miał zastąpić arcybiskupa Nikołaja (Kasatkina) na czele rosyjskiej misji prawosławnej. Nauczył się wówczas języka japońskiego i rozpoczął działalność misyjną. Działał na rzecz utrzymania wpływów prawosławia w południowej części Sachalinu, uzyskanej przez Japonię po zwycięskiej wojnie z Rosją. W 1912, po śmierci arcybiskupa Nikołaja, został zwierzchnikiem misji w Japonii. Kierował misją w okresie po rewolucji październikowej, kiedy straciła ona dotychczasowe źródło wsparcia finansowego, jakim był rząd rosyjski i znalazła się na krawędzi bankructwa. 
W 1923 zabudowania misji i sobór Zmartwychwstania Pańskiego w Tokio zostały zniszczone przez trzęsienie ziemi. Biskup Sergiusz koordynował zbiórkę funduszy na ich odbudowę, co ostatecznie miało miejsce w 1929. Dwa lata później locum tenens patriarchy Moskwy, metropolita Sergiusz (Stragorodski) nadał mu godność metropolity. Działalność misji została jednak poważnie ograniczona przez politykę rządu japońskiego w latach 30., który wymusił w 1940 na Sergiuszu rezygnację z funkcji zwierzchnika Japońskiego Kościoła Prawosławnego, jako że na mocy prawa zwierzchnikami krajowych struktur religijnych mogli być jedynie Japończycy. W 1945 metropolita został aresztowany pod zarzutem szpiegostwa na rzecz ZSRR. Uniewinniony, zmarł wkrótce później. Został pochowany na cmentarzu Yanaka w Tokio obok swojego poprzednika na czele misji rosyjskiej.